# مكتبة جامعة لايدن
مكتبة جامعة ليدن هي مكتبة تأسست سنة 1575م في لايدن في هولندا. و كان لها دور بارز في تطوير الثقافة الأوروبية.وكانت هذه المكتبة أحد المراكز الثقافية التي ساهمت في نشر المعرفة خلال عصر التنوير. هذا بسبب ما تحتويه المكتبة من كم هائل من المصادر الفريدة والكثيرة.
وتشمل المقتنيات حوالي 4,200,000 مجلد، 1,000,000 كتاب إلكتروني, 60,000 من المخطوطات الشرقية والغربية، 500,000 رسالة، 70,000 خارطة.
يوحج في خزانة المكتبة ما يعتقد أنه أقدم مخطوطة عربية كُتبت على الورق (تحت رقم Or.298) وانتهى نسخها سنة 252 هـ، وهي نسخة ناقصة لكتاب «غريب الحديث» لأبو عبيد القاسم بن سلاّم الهروي المتوفى سنة 224 هـ.

## تاريخها

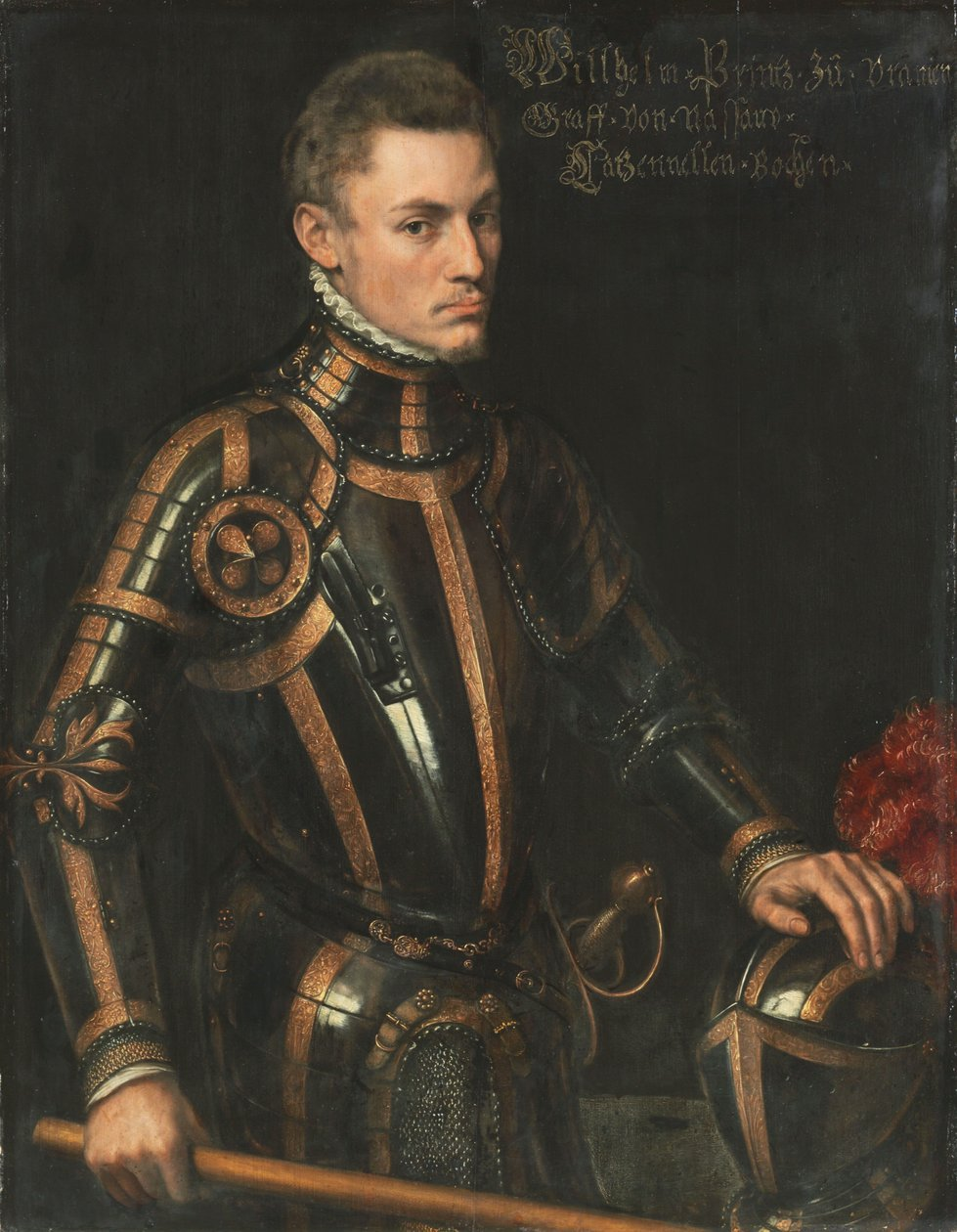
ويليام الأول، أمير أورانج، القائد الرئيسي للثورة الهولندية ضد الإسبان، مؤسس جامعة ليدن، و قد تبرع بأول كتاب للمكتبة ، وهو نسخة من الكتاب المقدس. الرسمة من لوحة للرسام أنطونيو مورو، التي يعود تاريخها إلى 1555.

الثورة الهولندية في القرن 16م ضد هابسبورغ كونت بلدًا جديد مع الدين الجديد. بعد ذلك سرعان مابرزت الحاجة لتكوين جامعة وعام 1575م تأسست جامعة ليدن.التي أسست على يد وليام الأول.
‌